# Конрад II (герцог Швабии)
Конрад II Ротенбургский (нем. Konrad II von Rothenburg; февраль/март 1172 — 15 августа 1196, Дурлах) — герцог Ротенбурга с 1188/1189, герцог Швабии с 1191, 5-й сын императора Священной Римской империи Фридриха I Барбароссы и пфальцграфини Бургундии Беатрис I.

## Биография
Как один из сыновей императора Фридриха Барбароссы Конрад должен был получить какое-то владение. Им стало графство Ротенбург (во Франконии), которое после смерти в 1167 году предыдущего владельца, герцога Швабии Фридриха IV, перешло к императору. То, что Конрад был владельцем Ротенбурга, впервые упоминается в 1188 году в договоре о помолвке с Беренгарией Кастильской. Неизвестно, когда точно Конрад получил Ротенбург, реальное правление Конрада в Ротенбурге началось в 1189 году, когда император Фридрих Барбаросса перед отправкой в Третий крестовый поход стал распределять владения своим сыновьям. Кроме Ротенбурга Конрад получил также сеньории Вайссенбург и Эгер. При этом Конрад упоминается с титулом «герцог Ротенбурга».
Отправившийся в крестовый поход император оставил своим наместником старшего сына Генриха, при этом его помощником был Конрад. После гибели императора Генрих унаследовал германскую корону. Для того, чтобы короноваться императором, он в 1191 году отправился в Рим. В этой поездке его сопровождал и Конрад.
В 1191 году в крестовом походе умер один из старших братьев Конрада, герцог Швабии Фридрих VI. Ставший после гибели отца императором Генрих VI, старший из братьев Конрада, передал герцогство Швабия Конраду. В том же году герцогство было увеличено включением в него Верхней Швабии, владения умершего без наследников Вельфа VI.
В 1194 году Конрад, у которого все источники отмечают неплохие военные способности, помогал императору в завоевании Сицилийского королевства. После возвращения в германию он 15 августа 1196 года в Дурлахе пал жертвой покушения. Причины убийства неясны, некоторые источники пишут, что Конрад пал жертвой оскорблённого мужа, жену которого Конрад якобы изнасиловал.
Детей Конрад не оставил, его владения унаследовал младший брат Филипп Швабский.

## Брак
В 1187 году императорский двор начал переговоры о браке с Беренгарией (Беренгуэлой) Кастильской, дочерью короля Кастилии Альфонсо VIII и Элеоноры Плантагенет. Договор о браке был заключён 23 апреля 1188 года. В июле в Каррионе был заключён брак по доверенности, однако он так и не был осуществлён, поскольку десятилетняя невеста так и не прибыла в Германию в рождество 1190 года, как было оговорено в договоре. Причиной была позиция Алиеноры Аквитанской, бабушки Беренгарии, которая стремилась избежать усиления Гогенштауфенов, союзников короля Франции, враждовавшего с королём Англии. А в 1191 году папа римский Целестин III признал брак недействительным.